# Oxyodes ochreata
Oxyodes ochreata är en fjärilsart som beskrevs av Rothschild 1916. Oxyodes ochreata ingår i släktet Oxyodes och familjen nattflyn. Inga underarter finns listade i Catalogue of Life.